# Boissy-le-Sec
Boissy-le-Sec là một xã ở tỉnh Essonne trong vùng Île-de-France nước Pháp
Theo điều tra dân số năm 1999, dân số xã này là 624 người. Ước tính dân số năm 2005 là 616.
Danh xưng cư dân địa phương Boissy-le-Sec trong tiếng Pháp là Boissyons.